# Stanisław Kuryłłowicz
Stanisław Kuryłłowicz (ur. 6 czerwca 1909 w Wierdubje, zm. 2 lutego 1945 w Poznaniu) – wioślarz, olimpijczyk z Berlina 1936. Zawodnik KW 04 Poznań, następnie AZS Poznań.
Był mistrzem Polski w dwójce ze sternikiem w latach 1934, 1935, 1937, 1938) oraz w czwórce ze sternikiem w roku 1936. Startował trzykrotnie na mistrzostwach Europy zdobywając dwa brązowe medale w dwójce ze sternikiem.

W roku 1937 zdobył tytuł akademickiego mistrza świata w dwójce ze sternikiem. Na igrzyskach olimpijskich w 1936 roku odpadł w eliminacjach dwójek ze sternikiem.

Uczestnik kampanii wrześniowej. Zginął od przypadkowej kuli w czasie walk o Cytadelę Poznańską. Został pochowany w Poznaniu na cmentarzu parafialnym przy ulicy Nowina na Jeżycach (kwatera P, rząd 14, grób 48).

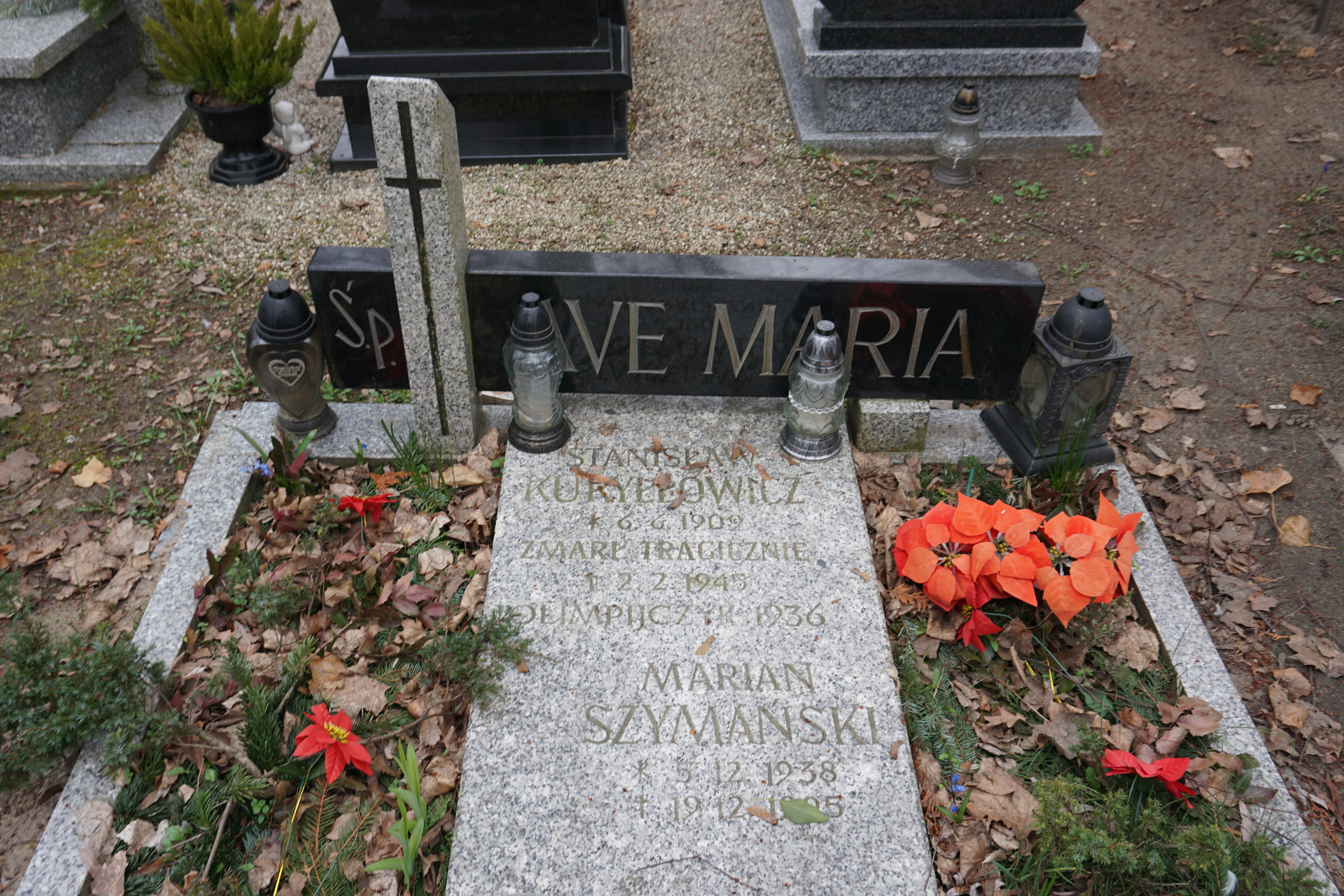
Grób Stanisława Kuryłłowicza na cmentarzu Jeżyckim w Poznaniu